# Lockheed P-2 Neptune
O Lockheed P-2 Neptune (até 1963 designado de P2V) é um avião bimotor, asa média, de trem de pouso retráctil, para patrulha naval e luta anti-submarina.
Na Marinha dos Estados Unidos operou entre 1947 e 1978, em substituição do PV-1 Ventura e PV-2 Harpoon, sendo substituído posteriormente pelo P-3 Orion.

## Emprego na Força Aérea Portuguesa
O P2V5 Neptune entrou ao serviço da Força Aérea Portuguesa em abril de 1960 e foi definitivamente abatido em 1978.
Foram adquiridas 12 aeronaves, provenientes da Marinha Real Holandesa, equipados com meios sofisticados electrónicos para a detecção e o combate a submarinos.
Estiveram colocados na Esquadra 61, da Base Aérea Nº6.
Foram utilizados na Guerra do Ultramar para reconhecimento e bombardeamento.
|  |

## Emprego na Força Aérea Brasileira
O P2V5 Neptune entrou ao serviço da Força Aérea Brasileira no final de 1958 e foi definitivamente desativado em 1976. Foram adquiridas 14 unidades provenientes da Royal Air Force, após terem sido recondicionados e modernizados nos EUA. Foi designado na Força Aérea Brasileira como P-15 Netuno.
Em sua carreira na FAB, foi operado exclusivamente pelo 1º/7º GAv sediado na Base Aérea de Salvador.

## Especificações
|                        | P2V-3 | P-2H (P2V-7) |
| ---------------------- | --- | --- |
| Tripulação             | 9/11 | 7/9 |
| Comprimento            | 23,72 m (77,8 ft) | 27,94 m (91,7 ft) |
| Envergadura            | 30,48 m (100 ft) | 31,65 m (104 ft) |
| Altura                 | 8,56 m (28,1 ft) | 8,94 m (29,3 ft) |
| Área alar              | 92,9 m² (1 000 ft²) | 92,9 m² (1 000 ft²) |
| Peso vazio             | 15 819 kg (34 900 lb) | 22 650 kg (49 900 lb) |
| Peso máx. de decolagem | 29 076 kg (64 100 lb) | 35 240 kg (77 700 lb) |
| Motorização            | 2 x motores a pistão radiais Wright R-3350-26W Cyclone-18 com potência de 3 200 hp (2 390 kW) cada                                                                       | 2 x motores turbojato Westinghouse J34-WE-34 com empuxo de 1 542 kgf (3 400 lbf) cada mais, 2 x motores a pistão radiais Wright R-3350-32W Cyclone turbo com potência de 3 700 hp (2 760 kW) cada |
| Velocidade máx.        | 515 km/h (278 kn) | 586 km/h (316 kn) (com todos os motores) |
| Velocidade de cruzeiro | 286 km/h (154 kn) | 333 km/h (180 kn) |
| Alcance                | 6 406 km (3 980 mi) | 3 540 km (2 200 mi) |
| Teto de serviço        | N/D | 6 827 m (22 400 ft) |
| Armamento              | Foguetes: FFAR de 70 mm (2,76 in) em pods removíveis nas asas Bombas: 3 629 kg (8 000 lb) de bombas, incluindo bombas de queda livre, cargas de profundidade e torpedos. | Foguetes: FFAR de 70 mm (2,76 in) em pods removíveis nas asas Bombas: 3 629 kg (8 000 lb) de bombas, incluindo bombas de queda livre, cargas de profundidade e torpedos.                          |
| Fonte dos dados        | Combat Aircraft since 1945 | Combat Aircraft since 1945 |